# Chiens du guet

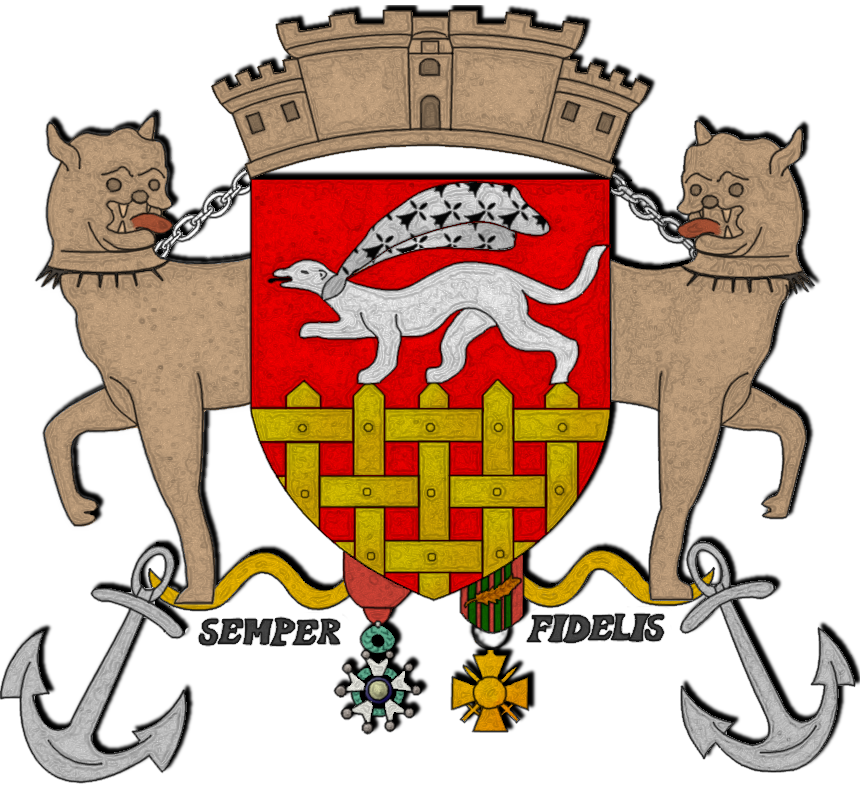
Blason de Saint-Malo, entouré des chiens du guet.

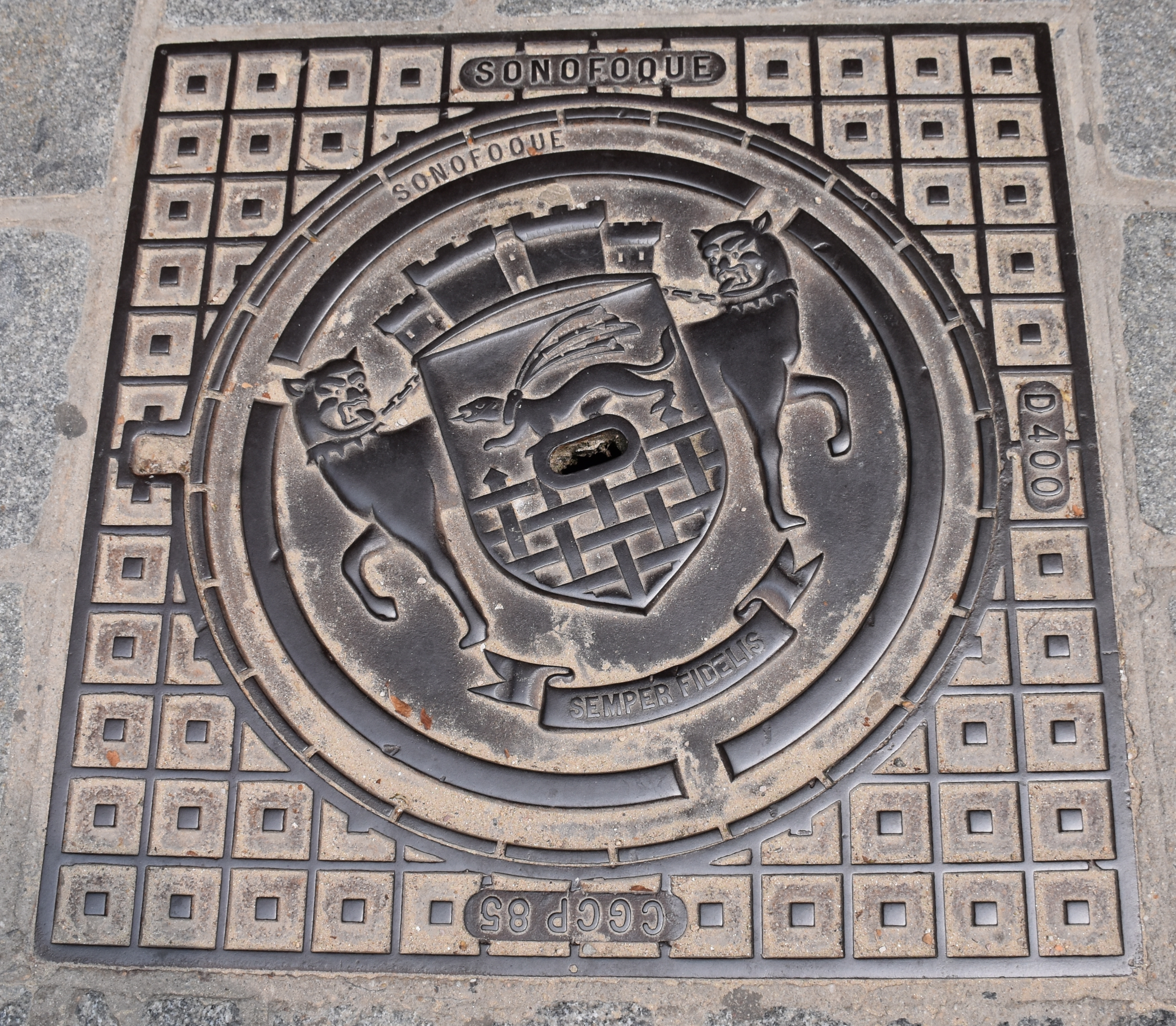
Blason de Saint-Malo, en touré des chiens du guet, sur une plaque d'égout de la ville.

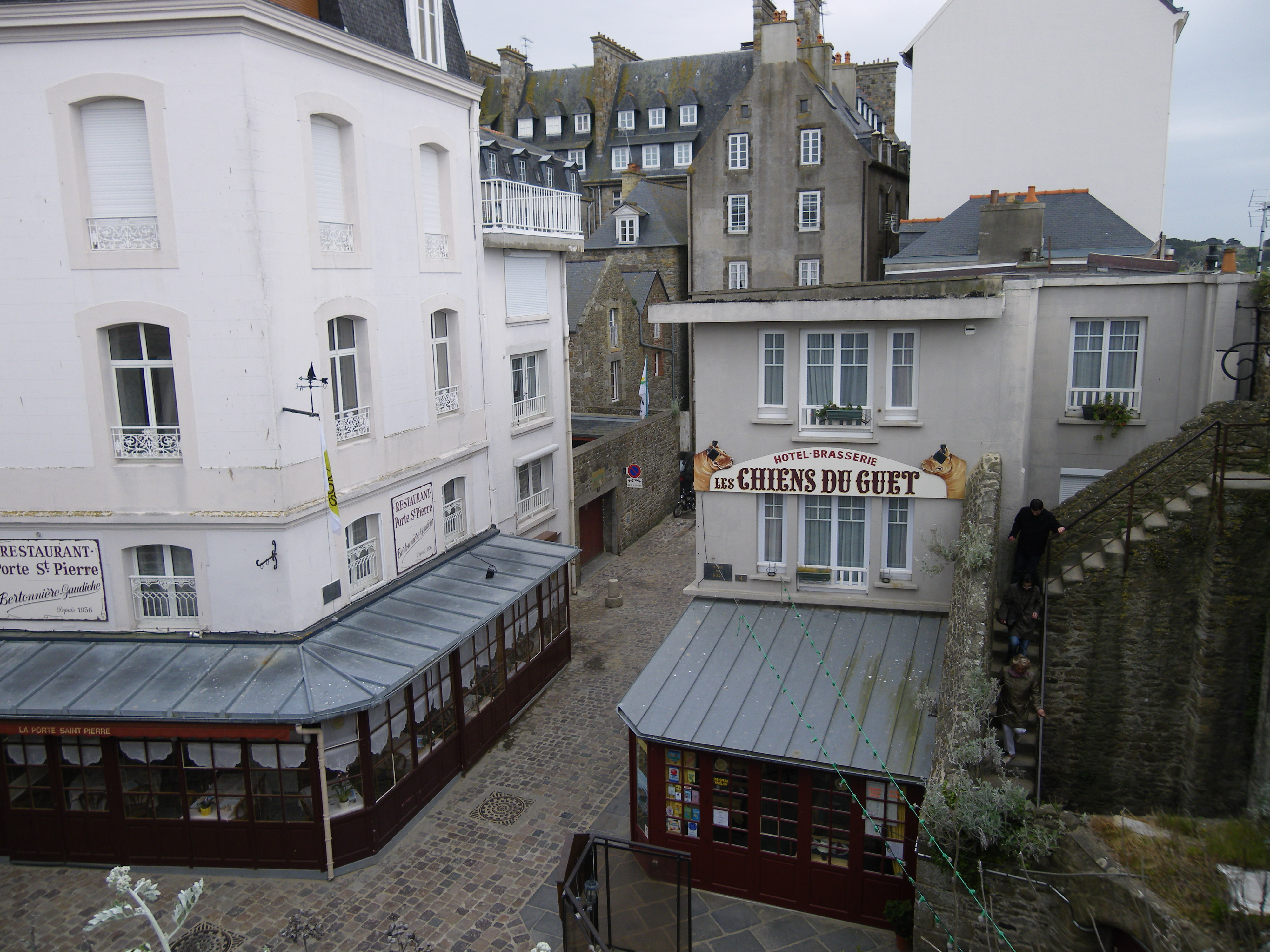
Place du Guet à Saint-Malo, avec l'hôtel-restaurant Les Chiens du guet.

Les chiens du guet (du mot « guet », anciennement utilisé pour désigner une surveillance nocturne) étaient une meute de chiens de garde que l'on lâchait à la nuit tombée sur la grève entourant les remparts de Saint-Malo, afin d'en assurer la protection en dissuadant les puissances étrangères ennemies, les pirates et les corsaires, d'attaquer la ville ou de piller la cargaison des navires mouillant à ses abords (dans le port de la ville, dans les grèves du Sillon, des Talards, de Rocabay, des Sablons et de Solidor servant de chantiers navals, ou dans l'anse de Mer-Bonne, aux pieds du château protégeant la ville). La tradition aurait été instituée au milieu du XIIe siècle et aurait perduré jusqu'à la fin du XVIIIe siècle.
Ils étaient lâchés durant la période du couvre-feu, lorsque les portes de la ville étaient fermées à 22 h. Les habitants étaient avertis le soir qu'ils devaient rentrer par Noguette (cloche annonçant la nuit, suspendue entre les deux tours de la Grand'Porte des remparts), et le matin qu'ils pouvaient sortir au son d'une trompette.

## Description et historique
Afin de pourvoir aux frais d'entretien des chiens du guet, un impôt appelé « droit de chiennage » avait été institué. Des officiers municipaux appelés « chiennetiers » étaient chargés de les dresser, les nourrir, les lâcher au coucher du soleil, et les ramener quand le jour se levait.
Quant à leur race, il s'agissait vraisemblablement de dogues d'Angleterre si l'on en croit le blasonnement qui les décrit (voir infra).
Ils ont été instaurés en 1155, et ont assuré leur fonction jusqu'au 7 mars 1770, date à laquelle, si l'on en croit la tradition locale, ils auraient dévoré deux jours plus tôt un officier de marine du nom de Jean-Baptiste Ansquer de Kerouartz, qui s'était attardé auprès de sa fiancée habitant le manoir de Beauregard, en Saint-Servan, et avait tenté de regagner la cité malouine. À la suite de cet accident, la municipalité a donné l'ordre de les empoisonner mais a gardé la tradition de faire sonner symboliquement, à dix heures précises, la cloche Noguette qui a été placée en 1804 dans le clocher de la cathédrale Saint-Vincent.